# Isoplatoides cupreus
Isoplatoides cupreus är en stekelart som först beskrevs av Girault 1913.  Isoplatoides cupreus ingår i släktet Isoplatoides och familjen puppglanssteklar. Inga underarter finns listade i Catalogue of Life.